# Rumex rossicus
Rumex rossicus är en slideväxtart som beskrevs av Svante Samuel Murbeck. Rumex rossicus ingår i släktet skräppor, och familjen slideväxter. Inga underarter finns listade i Catalogue of Life.